# Federazione di baseball di Cipro
La Federazione cipriota di baseball (eng. Cyprus Amateur Baseball Federation) è un'organizzazione fondata per governare la pratica del baseball a Cipro.
Organizza il campionato di baseball cipriota, e pone sotto la propria egida la nazionale maschile.